# Mártires de Gorcum
Los mártires de Gorcum fueron un grupo de diecinueve religiosos católicos muertos el 9 de julio de1572 en la ciudad holandesa de Gorcum a manos de los mendigos del mar.

## Contexto histórico
En 1572, durante la guerra de los ochenta años que los rebeldes holandeses mantenían contra España para lograr su independencia, la iconoclasia se extendía por las Diecisiete Provincias de los Países Bajos; la lucha entre luteranos y calvinistas mantenía el país en un estado de intransigencia con la libertad de culto religioso. En abril de 1572 los mendigos del mar, piratas calvinistas holandeses, tomaron Brielle, Flesinga y en mayo Encusa, hasta entonces en poder de la Corona española. En junio, Dordrecht y Gorcum cayeron también en sus manos.

## Mártires

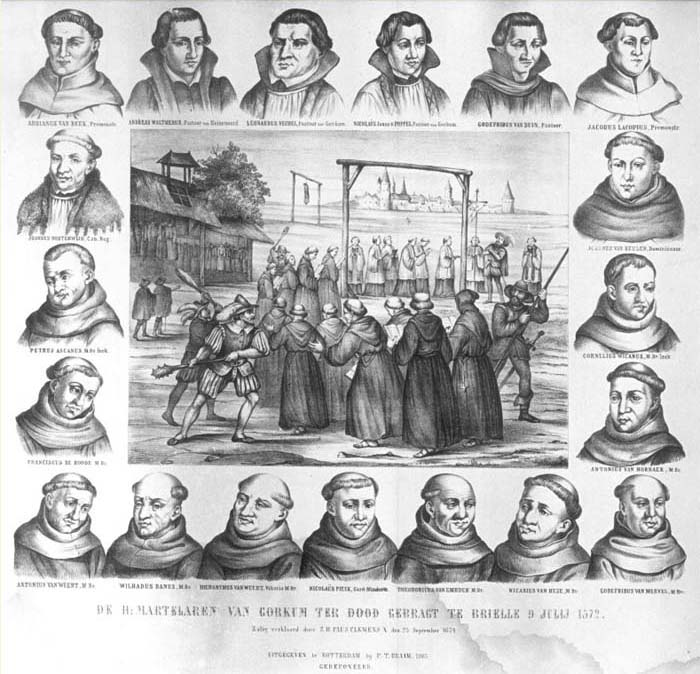
Los 19 mártires de Gorcum en la plaza de Brielle.

En esta última ciudad prendieron a varios religiosos:
- San Nicolás Pick o Pieck, franciscano;
- Jerónimo de Weert, vicario;
- Teodoro de Eem, de Amersfoort;
- Nicasio Janssen, de Heeze;
- Willehald de Dinamarca;
- Godofredo de Melveren;
- Antonio de Weer;
- Antonio de Hoornaert;
- Francisco van Rooy;
- Padre Guillermo;
- Pedro de Assche, lego;
- Cornelio de Wyk by Duurnstende, lego;
- Fray Enrique, novicio;
- Juan de Oisterwljk, agustino;
- Pontus van Huyter, administrador de la comunidad.

A estos quince se añadirían más tarde otros cuatro:
- Juan de Hoornaer, llamado Juan de Colonia (santo), dominico;
- Jacobo Lacops de Oudenaar, norbertino;
- Adrián Janssen de Hilvarenbeek y
- Andrés Wouters de Heynoord.

## Martirio
Tras ser torturados en la prisión de Gorcum entre el 26 de junio y el 6 de julio fueron trasladados a Brielle. Al día siguiente, Guillermo II de la Marck, líder de los mendigos del mar, ordenó su interrogatorio.
Fueron conminados a apostatar de su fe católica y a retirar su obediencia al Papa, a lo que ellos se negaron. Guillermo de Orange envió una carta en la que instaba a las autoridades competentes a liberar a los religiosos, pero la misiva llegó después de que hubieran sido torturados y ejecutados el 9 de julio de 1572.

## Canonización
Fueron beatificados por el papa Clemente X en 1675 y canonizados por Pío IX el 29 de junio de 1865. Su festividad se celebra el 9 de julio, fecha de su muerte.
Su historia fue recogida por Guillermo Hessels van Esten en su Historia Martyrum Gorcomiensium publicada en Douai en 1603.